# Going to a Go-Go
Singles de The Miracles
My Girl Has Gone
(1965) Whole Lot of Shakin' in My Heart
(1966)
Going to a Go-Go est un single du groupe de soul américain The Miracles parue en 1965 pour le label Tamla de Motown. Il atteint à sa sortie la 11e place du Billboard Hot 100 américain et deuxième du palmarès Billboard Hot R&B. C'était le cinquième single du groupe à se vendre à un million d'exemplaires.

## Version originale des Miracles
Smokey Robinson était le chanteur principal de Going to a Go-Go, qu'il a coécrit avec ses collègues Pete Moore, Bobby Rogers et Marv Tarplin. Moore, Rogers, Ronnie White et la femme de Smokey Robinson, Claudette Robinson, sont aux chœurs. C'est une chanson rythmée qui invite les gens de tous les horizons à assister à une soirée go-go. Miracles Robinson et Pete Moore étaient les producteurs de la chanson. Sur la sortie DVD de Motown Smokey Robinson and The Miracles: The Definitive Performances, Bobby Rogers a commenté que la chanson était inspirée par le succès des go-go clubs qui ont gagné en popularité à travers les États-Unis dans les années 1960. Initialement un phénomène régional, le succès de cette chanson a déclenché un engouement national pour la musique go-go en Amérique.
Going to a Go-Go est inclus sur l'album éponyme du groupe, étant l'album le mieux classé de toute leur discographie studio.
L'album a grimpé dans le top 10 des albums Billboard 200 au début de 1966, culminant à la 8e place et culminant en tête de classement des les meilleurs albums R&B du Billboard. En 2003, la chanson figurait au numéro 271 des 500 plus grands albums de tous les temps de Rolling Stone.
Une autre des chansons qui figurait sur le Going to a Go-Go LP, Choosey Beggar, est sortie en face B et est également devenue un tube, atteignant la 35e place du palmarès Billboard R&B.

### Personnel
The Miracles
- Smokey Robinson: chant, producteur
- Bobby Rogers, Ronnie White et Claudette Rogers Robinson: chœurs
- Pete Moore: arreglos vocales, chœurs
- Marv Tarplin: guitare douze cordes

Accompagnement par The Funk Brothers
- Benny Benjamin: batterie
- James Jamerson: basse
- Eddie Willis: guitare
- Eddie "Bongo" Brown: percussion
- Jack Ashford: tambourin

## Version live des Rolling Stones
Singles de the Rolling Stones
Hang Fire
(1982) Time Is on My Side
(1982)
Going to Go-Go a été reprise par les Rolling Stones et a été incluse sur leur album live Still Life en 1982. Sortie en tant que premier single de l'album, la version des Stones a atteint la 26e place des classements britanniques et la 25e aux États-Unis. Le single et l'album sont tous deux sortis au milieu de la tournée européenne du groupe en 1982. D'autres versions de la chanson sont incluses dans les albums Live at Leeds et Hampton Coliseum du groupe.

### Personnel
Crédités:
- Mick Jagger: chant
- Keith Richards: guitare, chœurs
- Charlie Watts: batterie
- Ron Wood: guitarra
- Bill Wyman:  basse
- Ian Stewart: piano
- Ian McLagan: claviers, chœurs
- Ernie Watts: saxophone

### Classements
| Classements (1982)                     | Meilleure position |
| -------------------------------------- | ------------------ |
| Autriche (Ö3 Austria Top 40)           | 16                 |
| Belgique (Flandre Ultratop 50 Singles) | 8                  |
| Canada (Hot 100)                       | 4                  |
| Irlande (IRMA)                         | 18                 |
| Pays-Bas (Single Top 100)              | 3                  |
| Nouvelle-Zélande (RMNZ)                | 24                 |
| Norvège (VG-lista)                     | 5                  |
| Suède (Sverigetopplistan)              | 18                 |
| Suisse (Schweizer Hitparade)           | 9                  |
| Royaume-Uni (UK Singles Chart)         | 26                 |
| États-Unis (Hot 100)                   | 25                 |

## Reprises par d'autres artistes
La version des Sharonettes a atteint le top 50 en 1975. Phil Collins a enregistré une version de la chanson pendant les sessions de son album Going Back de 2010.
La version des Miracles de Going To A Go-Go a été référencée par Arthur Conley dans son tube de 1967, Sweet Soul Music.